# Rörmyrtjärnen (Jokkmokks socken, Lappland, 736432-169454)
Rörmyrtjärnen är en sjö i Jokkmokks kommun i Lappland och ingår i Luleälvens huvudavrinningsområde.